# 邵曰濂

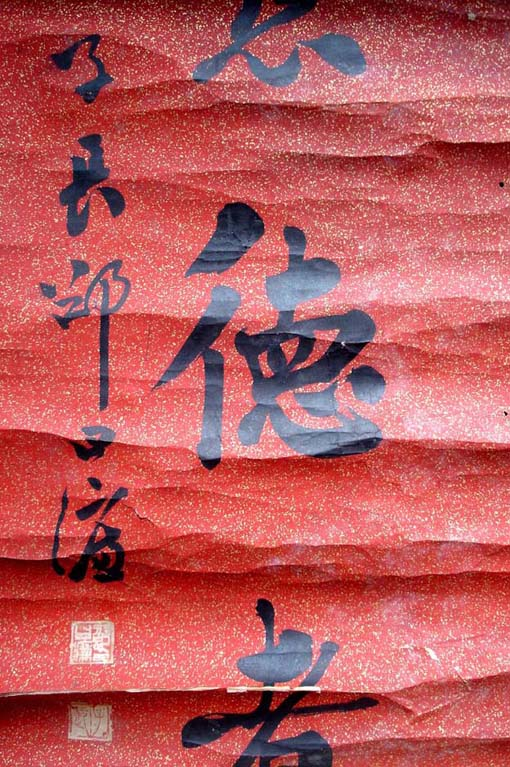
邵曰濂书法

邵曰濂，原名维城，字子长，号莲伯，人称“邵中丞”，浙江余姚人，晚清政治人物。

## 生平
邵曰濂为邵灿长子，邵友濂兄。同治七年（1868年）考中二甲二十一名进士。選庶吉士，散館授編修。光緒五年（1879年）任江南道监察御史，歷升侍读学士、光禄寺卿、署太常寺卿。
光绪十二年，因“久旷职守”之罪，遭革职。